# Hege Riise

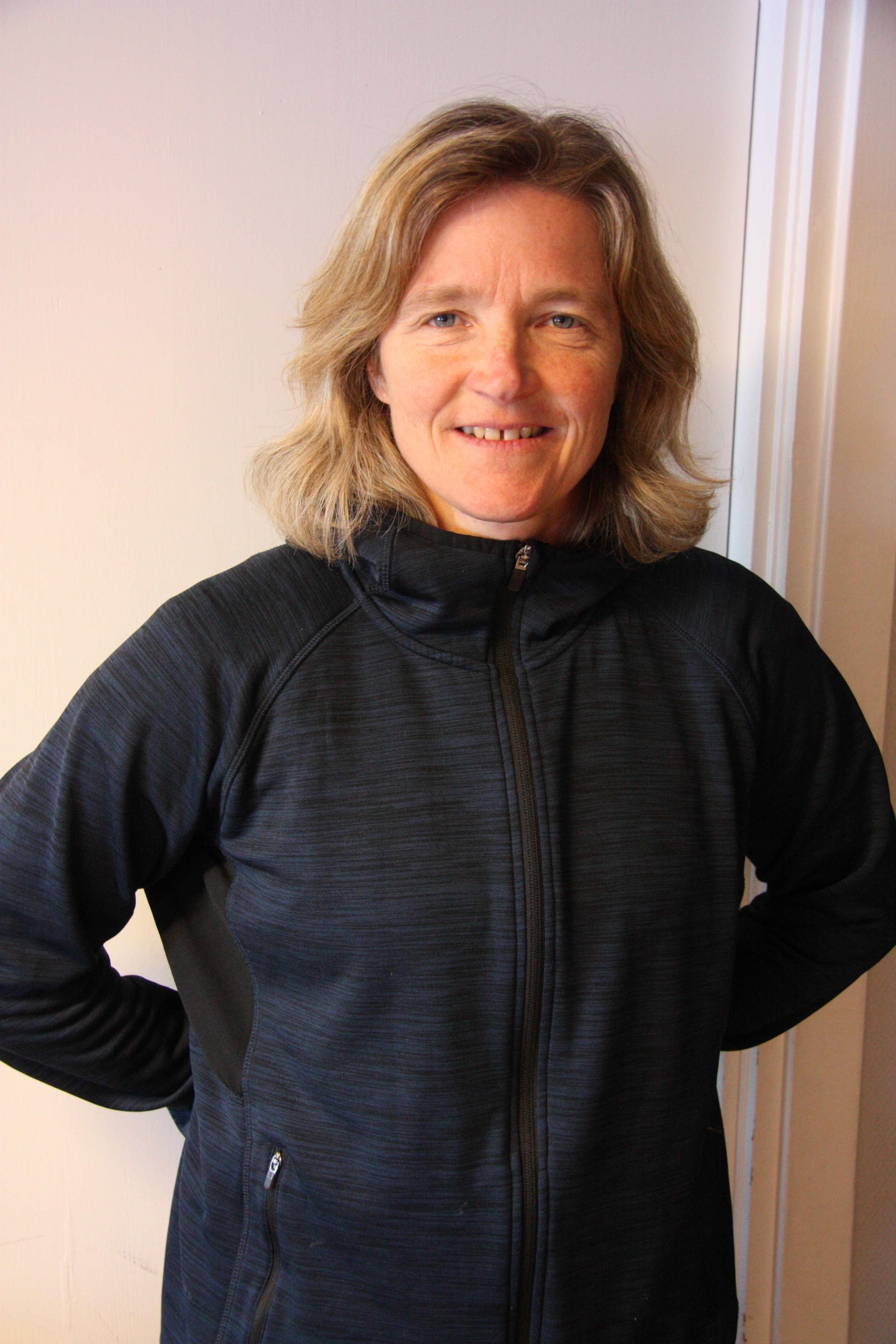

Hege Riise, född 18 juli 1969 i Lørenskog i Norge, är en norsk fotbollstränare och före detta fotbollsspelare.
Hege Riise har gjort hela 188 landskamper för Norges landslag och är därmed den som gjort flest landskamper för tillfället. Under landskamperna gjorde hon totalt 58 mål. 1995 vann hon utmärkelsen ”Turneringens bästa spelare” då Världsmästerskapet i fotboll för damer avgjordes i Sverige med Norge som vinnare. Hon var från och med hösten 2022 till och med sommaren 2023 förbundskapten för Norges damlandslag i fotboll.

### Fotnoter
1. ↑  ”Hege Riise”. Store norske leksikon. 21 oktober 2017. https://snl.no/Hege_Riise. Läst 21 oktober 2017.